# Ingenuity (drone)
Il Mars Helicopter Scout, meglio conosciuto come Ingenuity, è stato un elicottero drone che ha operato dal 2021 al 2024 sul pianeta Marte nell'ambito della missione della NASA Mars 2020. È stato lanciato il 30 luglio 2020 all'interno del rover Perseverance ed è atterrato su Marte il 18 febbraio 2021 dopo una caduta durata circa 7 minuti. Si è trattato del primo aeromobile "motorizzato" a volare su un altro pianeta.
Il drone portò su Marte, sotto i suoi pannelli solari, un frammento dell'ala di Flyer I, l'aeroplano utilizzato dai fratelli Wright per il loro primo volo sulla Terra. L'omaggio è continuato nel momento in cui la NASA ha annunciato di aver denominato l'area sorvolata dal mezzo "Wright Brothers Field", la quale ha poi ottenuto, in modo onorario, il codice aeroportuale ICAO JZRO. Ingenuity stesso ha invece ottenuto, sempre in modo onorario, il codice vettore ICAO YGY.
Ingenuity era un esperimento del JPL realizzato con mezzi semplici, che nella sua missione avrebbe dovuto compiere solo 5 voli di prova, tuttavia ne ha effettuati 72, per un totale di circa 128 minuti di volo e poco più di 17 km percorsi in supporto al rover Perseverance, andando ben oltre le aspettative per le quali era stato progettato. La sua missione è terminata a fine gennaio 2024, quando le pale sono rimaste danneggiate e la NASA ha decretato la fine della missione del drone.

## Sviluppo
L'idea di integrare un piccolo elicottero nella missione Mars 2020 risale al 2012, quando l'allora direttore del Jet Propulsion Laboratory Charles Elachi espose il concetto ai membri della divisione Autonomous Systems del JPL. La NASA accettò di finanziare lo sviluppo di un modello a grandezza naturale e nel 2014 assieme al JPL esposero il progetto concettuale di un elicottero da ricognizione per accompagnare un rover.
Entro la metà del 2016 erano stati richiesti 15 milioni di dollari per continuare lo sviluppo dell'elicottero. Nel dicembre 2017, i modelli ingegneristici del veicolo erano stati testati in un'atmosfera marziana simulata e i modelli erano in fase di test nell'Artico, ma la sua inclusione nella missione all'inizio del 2018 non era stata ancora stata approvata o finanziata, in quanto diversi scienziati della missione Mars 2020 si opponevano al progetto, poiché avrebbe aumentato il budget della missione e potuto distrarre i principali obiettivi scientifici. Dopo aver avuto rassicurazioni che il drone non avrebbe intralciato o messo a rischio la missione scientifica, nel maggio 2018 la NASA ha approvato la missione dimostrativa del piccolo elicottero, finanziando 80 milioni di dollari per la costruzione del mezzo e altri 5 per il suo funzionamento.
Nel 2019, i progetti preliminari di Ingenuity sono stati testati sulla Terra in condizioni atmosferiche e di gravità simili a quelle su Marte. Per le prove di volo, è stata utilizzata una grande camera a vuoto per simulare la bassissima pressione atmosferica marziana – riempita di anidride carbonica a circa lo 0,60% della pressione atmosferica terrestre al livello del mare – che è più o meno equivalente ad un elicottero che vola a 34.000 m di altitudine nell'atmosfera terrestre. Per simulare il campo gravitazionale molto ridotto di Marte (38% di quello terrestre), il 62% della gravità terrestre è stata compensata da una lenza che tirava verso l'alto il drone durante i test di volo. Per simulare il vento marziano sono stati utilizzati nella camera a vuoto quasi 900 ventole di computer.
Il nome Ingenuity deriva dal concorso "Name the Rover" della NASA, dove studenti di varie scuole statunitensi hanno presentato saggi che suggerivano un nome da dare al rover. Mentre il nome del rover, Perseverance, fu scelto da Alexander Mather, studente di una scuola media della Virginia, un saggio di Vaneeza Rupani, studentessa della Tuscaloosa County High School di Northport, in Alabama, venne scelto per nominare il drone Ingenuity, precedentemente noto solo come Mars Helicopter Scout.
Ingenuity è stato progettato per essere un dimostratore tecnologico da parte del JPL per valutare se un tale veicolo potesse volare in sicurezza. Prima che fosse costruito, scienziati e manager avevano espresso la speranza che gli elicotteri potessero fornire una mappatura e una guida migliori per i futuri controllori di missione, fornendo informazioni per la pianificazione di itinerari esplorativi, con lo scopo anche di evitare possibili pericoli per un veicolo di superficie come un rover. Sulla base delle prestazioni dei rover precedenti come Curiosity, si presumeva che tale ricognizione aerea avrebbe potuto consentire ai futuri rover di spostarsi in sicurezza fino a tre volte più lontano ogni sol. Tuttavia, la nuova funzionalità AutoNav di Perseverance ha ridotto significativamente questo vantaggio, consentendo al rover di coprire più di 100 metri al sol.

## Caratteristiche tecniche
Data la sua natura di dimostratore tecnologico senza alcuna missione scientifica, è stato scelto di utilizzare gran parte delle tecnologie facilmente disponibili in commercio invece di soluzioni ad-hoc.
L'elicottero misura alla fusoliera 14 cm, in totale 80 cm, con rotori del diametro di 1,2 m e, data l'elevata distanza dalla Terra, è dotato di guida autonoma che sfrutta per l'orientamento e la navigazione una combinazione dei dati di IMU, videocamera e altimetro laser, senza poter usare una bussola per la mancanza di un campo magnetico sul pianeta. Prima del volo viene stabilito l'assetto iniziale, grazie alle misure di un inclinometro, mentre al termine del volo un'immagine dalla videocamera di navigazione viene salvata e poi trasmessa alla Terra per potere successivamente determinare la posizione e l'orientamento dell'elicottero rispetto a un riferimento assoluto, grazie a un confronto con le caratteristiche del terreno conosciute,
L'elaboratore si affida per la navigazione autonoma durante il volo a una CPU Qualcomm Snapdragon 801 e ad un sistema operativo basato su Linux, usati comunemente negli smartphone commerciali.
Dotato di una massa di 1,8 kg (0,68 kgf su Marte), con l'accelerazione gravitazionale di Marte di 3,69 m/s² esso genera una spinta di oltre 6,642 N nell'atmosfera marziana, la cui densità è approssimativamente l'1% di quella terrestre: Per riuscirci usa due eliche coassiali controrotanti, con una velocità di 3000 giri al minuto (circa 10 volte quella di un elicottero normale).
L'alimentazione è fornita da batterie agli ioni di litio ricaricabili tramite celle fotovoltaiche, con una potenza media di ~350 Watt durante il volo, che fornisce una autonomia di volo di 90 secondi per giorno marziano; impiegando mediamente 24 ore per una ricarica totale. Ingenuity ha una autonomia di volo di 300 metri e una quota di tangenza pratica di 5 metri.
L'elicottero dispone di due videocamere: la prima a risoluzione VGA in bianco e nero e puntata in direzione nadir viene utilizzata per l'orientamento del rover e per la stime della velocità relativa al terreno, mentre la seconda, a colori, con una risoluzione di 4208x3120 e con un campo visivo di 45° in verticale e orizzontale, viene usata per le immagini di ritorno per l'analisi del terreno da Terra.
La comunicazione con il rover è affidata al protocollo a bassa potenza ZigBee implementato su due chipset montati sul rover e sull'elicottero comunicanti a 900 MHz. Il sistema di comunicazione è progettato per trasmettere dati a 250 kbit/s su distanze fino a 1000 m.

## Missione

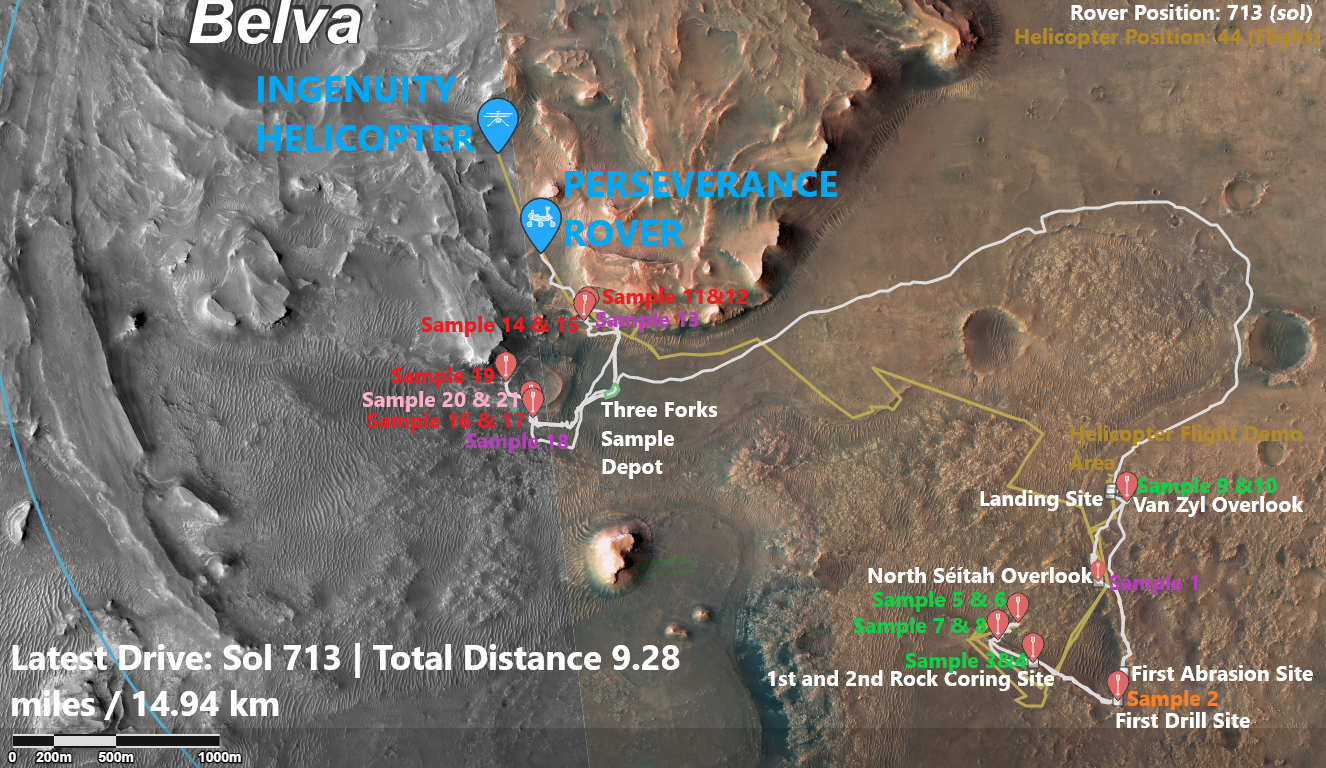
Posizione di Ingenuity e Perseverance al 30 maggio 2021. Live [https://mars.nasa.gov/mars2020/mission/where-is-the-rover/ NASA link here

Il drone ha affrontato il viaggio interplanetario e l'atterraggio il 18 febbraio 2021, posizionato sotto il rover. È stato liberato dal rover il successivo 3 aprile e, a partire dal 19 dello stesso mese, compirà, nell'arco di 30 giorni, una campagna di test di volo arrivando a qualche centinaio di metri di distanza, per una durata di massimo 90 secondi per ogni volo.
In particolare nel primo test l'elicottero volerà verticalmente fino a 3 m di altezza per 30 secondi,
durante i quali il rover si troverà ad una distanza di circa 100 metri.
Dopo un primo test del drone fallito il 9 aprile per un problema software, il 19 aprile 2021 alle 00:34 PDT, è stato compiuto il primo volo autonomo su Marte. Il drone è stato stabilizzato in volo a 3 metri dalla superficie per 30 secondi.
Il 30 aprile 2021 la missione inizialmente prevista per un mese soltanto, a partire dal primo volo, è stata estesa per ulteriori 4 mesi e nel settembre 2021, dopo aver terminato la fase dimostrativa, la missione è stata prorogata a tempo indeterminato..
Durante il volo numero 72 avvenuto il 18 gennaio 2024, il drone ha subito il danneggiamento di almeno una pala delle eliche. A seguito dell'incidente, pur potendo ancora comunicare, il drone è impossibilitato a compiere ulteriori voli. Essendo così impossibile il proseguimento della missione, questa è stata dichiarata conclusa dal JPL il giorno 25 gennaio 2024. Il team del JPL, prima che Perseverance si allontanasse troppo dal drone, ha caricato dei comandi al software in modo da trasformare Ingenuity in una piattaforma fissa di raccolta dati. Le stime, al netto dei depositi di regolite sul pannello solare, prevedono circa 20 anni di raccolta dati su vari parametri come temperatura e venti che verranno raccolte e archiviate con l'aspettativa di un recupero futuro che possa fornire informazioni significative sull'atmosfera marziana per i successivi droni.

Animazione del volo del 5 settembre basata su fotogrammi ripresi dal rover Perseverance.

| N° volo | Data e Ora (UTC)          | Distanza orizzontale percorsa [m] | Descrizione | Esito    |
| ------- | ------------------------- | --------------------------------- | --- | -------- |
| 1       | 19 aprile 2021 8:34       | 0                                 | Ascensione a 3 m con velocità verticale di 1 m/s, volo stazionario per 30 secondi e ridiscesa sempre ad 1 m/s | Riuscito |
| 2       | 22 aprile 2021 11:15      | 4                                 | Volo a 5 m di altezza e qualche metro di distanza | Riuscito |
| 3       | 25 aprile 2021 2:12       | 100                               | Distanza portata a 50 metri e ritorno al punto di partenza | Riuscito |
| 4       | 29 aprile 2021 16:46 CEST | 0                                 | Il software di bordo non è passato alla modalità aerea. | Fallito  |
| 4       | 30 aprile 2021 16:46 CEST | 266                               | Volo andata e ritorno a 133 m dal punto di decollo (totale 266 m percorsi) | Riuscito |
| 5       | 7 maggio 2021             | 129                               | Viaggio di sola andata verso il nuovo punto di atterraggio (circa 600 m percorsi) | Riuscito |
| 6       | 23 maggio 2021            | 215                               | Primo volo di una seconda fase di missione. C'è stato un piccolo problema ad una telecamera che però non ha pregiudicato il risultato complessivo del test | Riuscito |
| 7       | 6 giugno 2021             | 0                                 | Il software di bordo non è passato alla modalità aerea. | Fallito  |
| 7       | 8 giugno 2021             | 106                               | Spostamento verso nuova area di atterraggio | Riuscito |
| 8       | 21 giugno 2021            | 160                               | Spostamento verso nuova area di atterraggio verso Perseverance | Riuscito |
| 9       | 5 luglio 2021             | 625                               | Volò sopra Séítah, un potenziale luogo di ricerca nel cratere Jezero. Questo volo ha messo a dura prova il sistema di navigazione, che prevedeva un terreno pianeggiante mentre quello di Séítah era costituito da dune di sabbia irregolari. Per questo motivo l'elicottero ha volato più lentamente sulle regioni più impegnative. | Riuscito |
| 10      | 24 luglio 2021            | 233                               | Sorvolo di punti di 10 punti di interesse | Riuscito |
| 11      | 5 agosto 2021             | 383                               | Posizionamento del drone in un luogo migliore per fotografie scientifiche di Séítah | Riuscito |
| 12      | 16 agosto 2021            | 450                               | Volo con calibrazione per avere immagini di Séítah | Riuscito |
| 13      | 5 settembre 2021          | 210                               | Foto di immagini di una cresta di Séítah | Riuscito |
| 14      | 16 settembre 2021         | 0                                 | Il tentativo di volo a 2700 giri/min è stato automaticamente annullato a causa di un'anomalia del servomotore. | Fallito  |
| 14      | 24 ottobre 2021           | 2                                 | Breve verifica della rotazione del rotore a 2700 giri/min, necessaria durante la bassa densità atmosferica stagionale | Riuscito |
| 15      | 6 novembre 2021           | 407                               | Volo per foto ad area concluso in anticipo per bassa pressione atmosferica | Riuscito |
| 16      | 21 novembre 2021          | 116                               | Atterraggio alla fine di Séítah | Riuscito |
| 17      | 5 dicembre 2021           | 187                               | C'è stata una perdita di comunicazione con il rover durante la discesa finale, a circa 3 m dal suolo, ma in base alla telemetria disponibile è stato affermato che l'elicottero fosse in posizione verticale, poiché i suoi pannelli solari caricavano le batterie, cosa impossibile se l'elicottero fosse atterrato su un fianco. Il JPL ha affermato che la causa dell'interruzione della comunicazione tra rover ed elicottero era da attribuire alla morfologia del terreno e alla posizione di Perseverance. | Riuscito |
| 18      | 15 dicembre 2021          | 230                               | Volo con avvicinamento al luogo di atterraggio di volo 9 | Riuscito |
| 19      | 7 gennaio 2022            | 63                                | Volo che porta l'elicottero fuori dal bacino di South Séítah, nel Cratere Jezero, superando la cresta per atterrare nell'altopiano centrale. | Riuscito |
| 20      | 8 febbraio 2022           | 61                                | Atterraggio fuori dalla cresta di South Séítah con ricalibrazione software | Riuscito |
| 21      | 25 febbraio 2022          | 392                               | Posizionamento per arrivare alla foce del delta dell'antico fiume Jezero | Riuscito |
| 22      | 10 marzo 2022             | 374                               | Riposizionamento | Riuscito |
| 23      | 20 marzo 2022             | 70                                | Secondo volo di riposizionamento | Riuscito |
| 24      | 24 marzo 2022             | 374                               | Riposizionamento vicino al delta del fiume con brusca virata | Riuscito |
| 20      | 3 aprile 2022             | 47                                | Sorvolo di zona di interesse scientifico con foto ad area con atterraggio vicino campo di volo P | Riuscito |
| 25      | 8 aprile 2022             | 709                               | Spostamento a nord-ovest sorvolando Seìtah, e atterraggio nel campovolo Q | Riuscito |
| 26      | 19 aprile 2022            | 391                               | Volo con scatti dello scudo posteriore di Perseverance e paracadute | Riuscito |
| 27      | 23 aprile 2022            | 304                               | Volo con immagini ravvicinate della cresta del cratere | Riuscito |
| 28      | 29 aprile 2022            | 420                               | Test dimostrativo con avvicinamento a campo di volo T | Riuscito |
| 29      | 11 giugno 2022            | 181                               | Primo volo senza inclinometro e nel pieno dell'inverno marziano | Riuscito |
| 30      | 20 agosto 2022            | 3                                 | Prova a breve distanza per testare se la polvere marziana aveva dato problemi dopo 2 mesi di inattività | Riuscito |
| 31      | 6 settembre 2022          | 97                                | Spostamento verso zona di volo V | Riuscito |
| 32      | 18 settembre 2022         | 94                                | Spostamento verso bacino ovest del delta | Riuscito |
| 33      | 24 settembre 2022         | 112                               | Spostamento verso zona di volo X con controllo dello stato del rover per problemi ai piedini di atterraggio | Riuscito |
| 34      | 23 novembre 2022          | 1                                 | Volo con aggiornamento del software con meno di 1 metro di distanza per calibrare il rotore | Riuscito |
| 35      | 3 dicembre 2022           | 15                                | Riposizionamento con atterraggio in zona di volo X | Riuscito |
| 36      | 10 dicembre 2022          | 110                               | Riposizionamento con ritorno a zona di volo X | Riuscito |
| 37      | 17 dicembre 202           | 62                                | Riposizionamento con arrivo a zona di volo Y | Riuscito |
| 38      | 5 gennaio 2023            | 101                               | Riposizionamento con arrivo a campovolo Z | Riuscito |
| 39      | 11 gennaio 2023           | 144                               | Prova del nuovo software di volo | Riuscito |
| 40      | 19 gennaio 2023           | 177                               | Ritorno a campovolo β (beta) | Riuscito |
| 41      | 27 gennaio 2023           | 181                               | Volo con foto di obiettivi scientifici vicino alla zona did volo β (beta) | Riuscito |
| 42      | 5 febbraio 2023           | 255                               | Volo con foto di obiettivi scientifici vicino alla zona did volo γ (gamma) | Riuscito |
| 43      | 16 febbraio 2023          | 390                               | Volo con foto di obiettivi scientifici vicino alla zona did volo ε (epsilon) | Riuscito |
| 44      | 19 febbraio 2023          | 324                               | Volo con foto di obiettivi scientifici vicino alla zona di volo ζ (zeta) | Riuscito |
| 45      | 22 febbraio 2023          | 503                               | Volo con foto di obiettivi scientifici vicino alla zona di volo η (eta) | Riuscito |
| 46      | 25 febbraio 2023          | 445                               | Volo con foto di obiettivi scientifici vicino a campovolo θ (teta) | Riuscito |
| 47      | 9 marzo 2023              | 450                               | Spostamento a nord-ovest e atterraggio nel campovolo ι (Iota) | Riuscito |
| 48      | 22 marzo 2023             | 388                               | Spostamento a nord-ovest e atterraggio nel campovolo (Kappa) κ (Kappa) | Riuscito |
| 49      | 2 aprile 2023             | 279                               | Spostamento a nord-ovest e atterraggio nel campovolo λ (Lambda) | Riuscito |
| 50      | 13 aprile 2023            | 305                               | Spostamento a nord-ovest e atterraggio nel campovolo μ (Mu) | Riuscito |
| 51      | 23 aprile 2023            | 191                               | Spostamento a sud-ovest e atterraggio nel campovolo ν (Nu) | Riuscito |
| 52      | 27 aprile 2023            | 363                               | Spostamento a ovest e atterraggio nel campovolo ξ (Xi) | Riuscito |
| 53      | 22 luglio 2023            | 142                               | Spostamento a nord-ovest e atterraggio nel campovolo o (Omicron) | Riuscito |
| 54      | 4 agosto 2023             | 0                                 | Spostamento sul posto per ricalibrazione | Riuscito |
| 55      | 12 agosto 2023            | 265                               | Spostamento a nord-ovest e atterraggio nel campovolo π (pi greco) | Riuscito |
| 56      | 26 agosto 2023            | 435                               | Spostamento a sud-est e atterraggio nel campovolo ϱ (rho) | Riuscito |
| 57      | 3 settembre 2023          | 222                               | Spostamento a sud-est e atterraggio nel campovolo ϱ (rho) | Riuscito |
| 58      | 11 settembre 2023         | 175                               | Spostamento a nord-ovest e atterraggio nel campovolo σ (sigma) | Riuscito |
| 59      | 16 settembre 2023         | 0                                 | Spostamento sul posto per ricalibrazione nel campovolo σ (sigma) | Riuscito |
| 60      | 26 settembre 2023         | 265                               | Spostamento a nord-ovest e atterraggio nel campovolo τ (tau) | Riuscito |
| 61      | 5 ottobre 2023            | 0                                 | Aumento a 24 metri il massimo inviluppo di volo con raggiungimento di quota massima di 24 metri come preventivato | Riuscito |
| 62      | 12 ottobre 2023           | 291                               | Spostamento a nord-ovest e atterraggio nel campovolo τ (tau) | Riuscito |
| 63      | 19 ottobre 2023           | 591                               | Spostamento a nord-ovest e atterraggio nel campovolo u (upsilon) | Riuscito |
| 64      | 27 ottobre 2023           | 411                               | Spostamento a nord-ovest e atterraggio nel campovolo φ (phi) | Riuscito |
| 65      | 2 novembre 2023           | 7                                 | Spostamento sul posto nel campovolo φ (phi) | Riuscito |
| 66      | 3 novembre 2023           | 1                                 | Spostamento sul posto per riposizionamento nel campovolo φ (phi) | Riuscito |
| 67      | 2 dicembre 2023           | 399                               | Spostamento sul posto per riposizionamento nel campovolo χ (chi) | Riuscito |
| 68      | 15 dicembre 2023          | 703                               | Prova di volo nel campovolo χ (chi) | Riuscito |
| 69      | 20 dicembre 2023          | 702                               | Prova di volo nel campovolo χ (chi) | Riuscito |
| 70      | 22 dicembre 2023          | 255                               | Prova di volo verso nord-ovest con ritorno campovolo χ (chi) | Riuscito |
| 71      | 6 gennaio 2024            | 71                                | Prova di volo verso nord-ovest con ritorno campovolo χ (chi) di 350 metri previsto, interrotto per problema tecnico con atterraggio | Fallito  |
| 72      | 18 gennaio 2024           | 0                                 | Prova di volo sul posto per effettuare check delle funzioni del drone con comunicazione fallita, invio successive foto da parte del drone il 25 gennaio 2024 in cui si notano le pale divelte con conclusione della missione | Fallito  |

## Galleria d'immagini

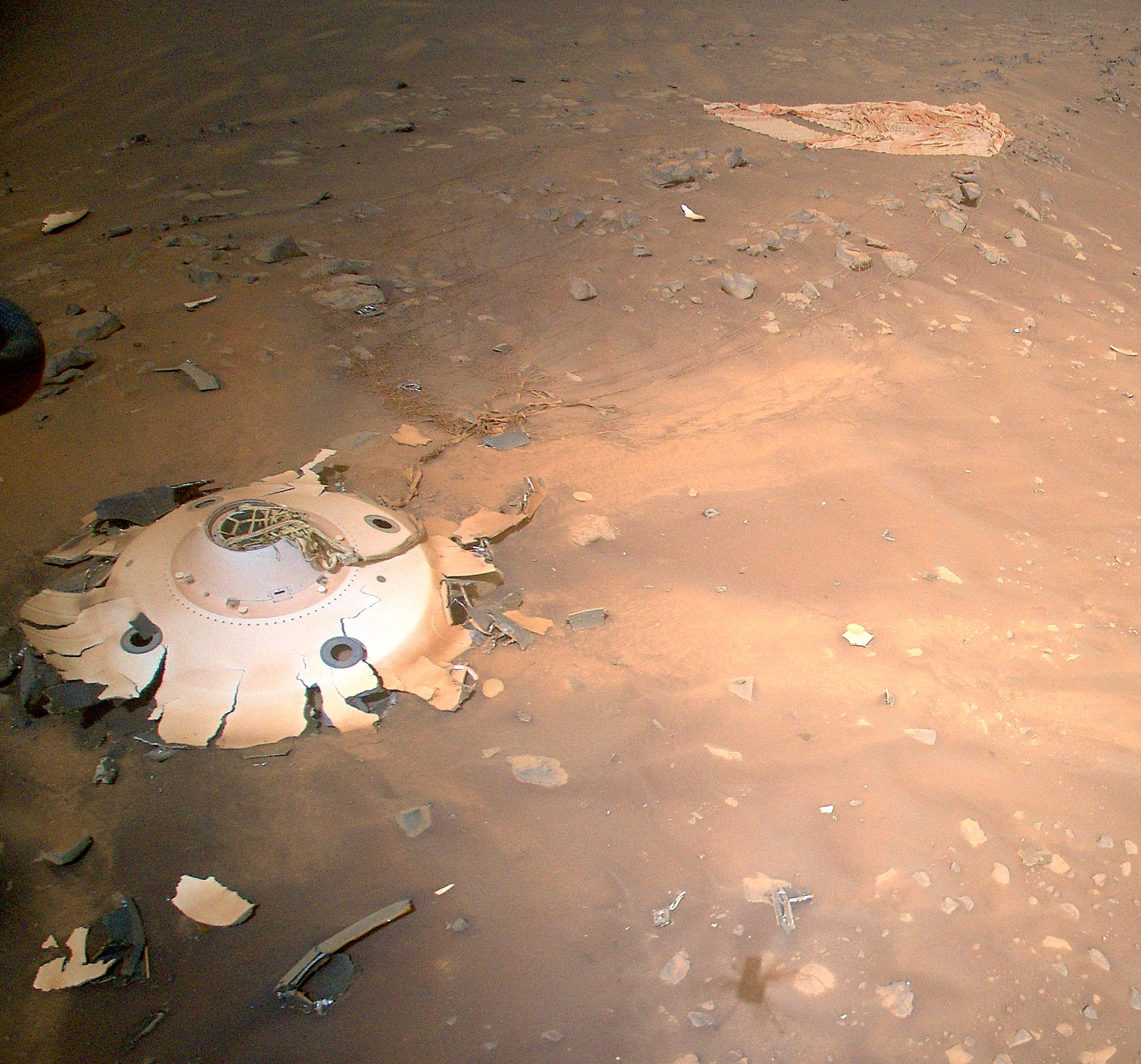
Il modulo d'atterraggio di Perseverance e il paracadute, ripresi da Ingenuity da un'altezza di 8 metri
Test dei rotori di Ingenuity, 8 aprile 2021
Selfie di Perseverance con accanto Ingenuity, ottenuto unendo 62 singole immagini
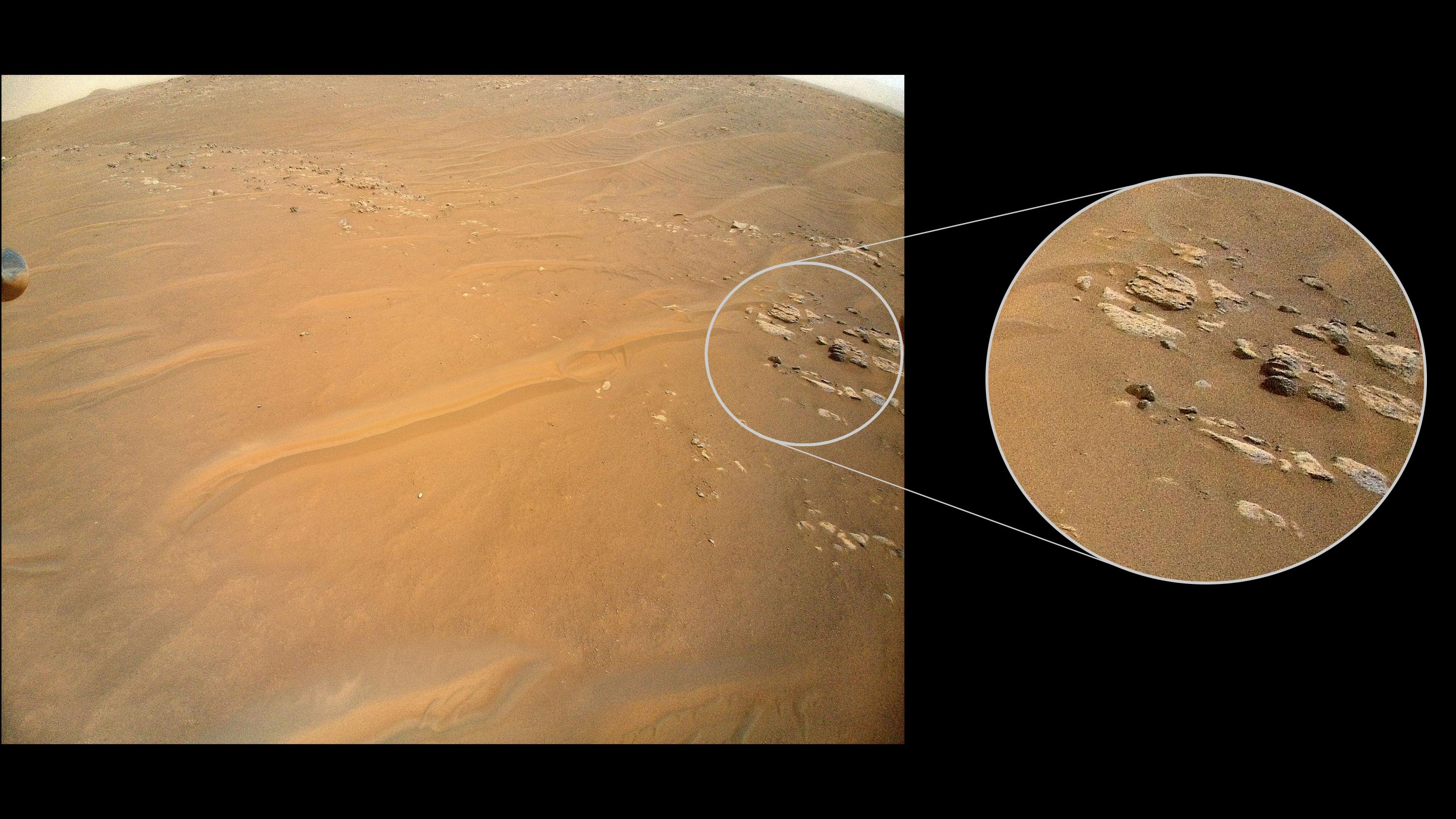
Immagine ripresa da Ingenuity durante il volo nr. 27, che riprende dall'alto le creste chiamate Fortun Ridge, nei pressi del cratere Jezero
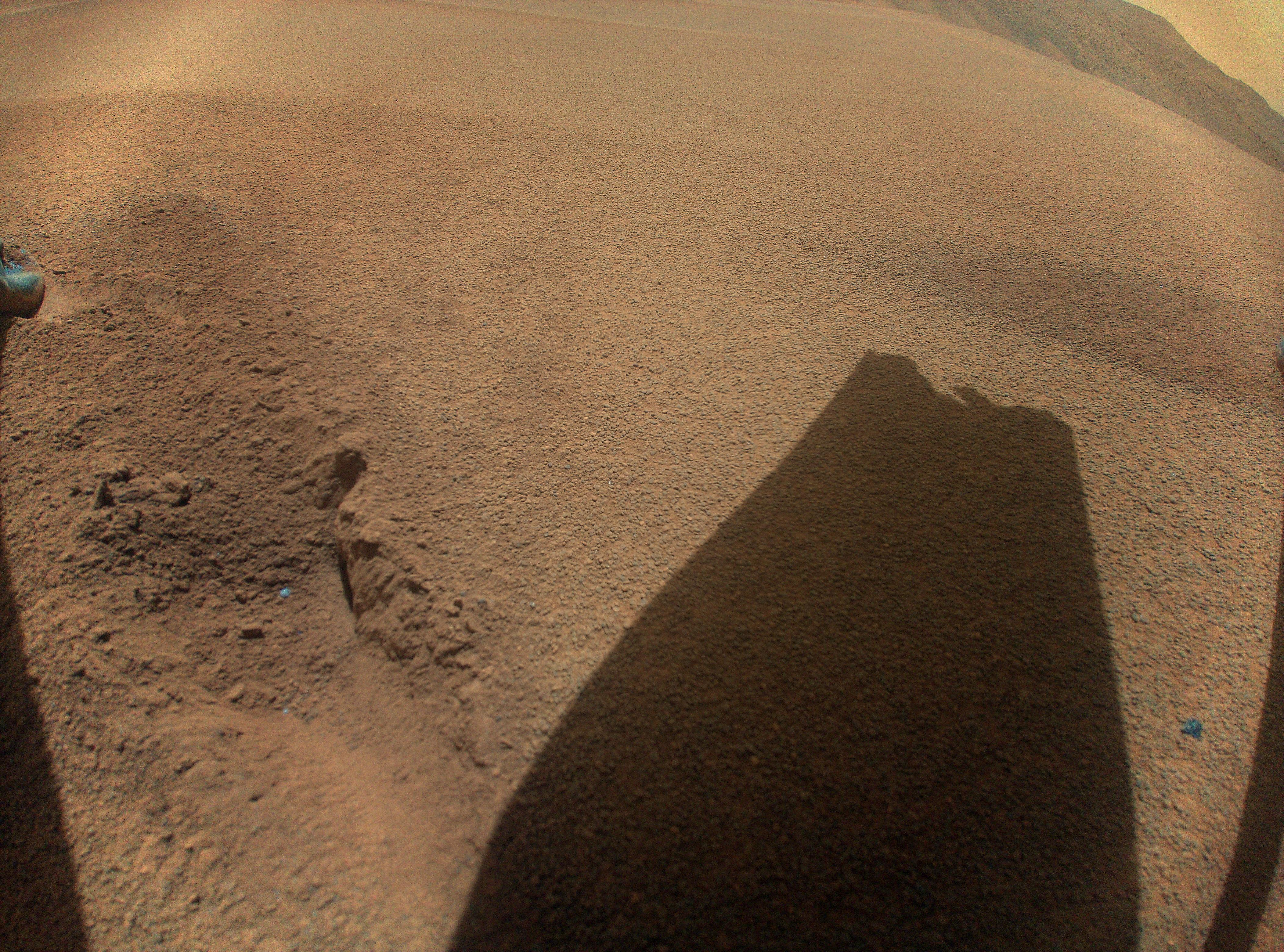
Foto del drone che riprende il terreno, con l'ombra di una pala danneggiata (24 gennaio 2024)